# Croton robustior
Espèce
Croton robustior est une espèce de plantes à fleurs du genre Croton et de la famille des Euphorbiaceae, présente au sud du Brésil.
Il a pour synonyme :
- Julocroton humilis var. robustior, L.B.Sm & Downs